# 北昌原インターチェンジ
座標: 北緯35度17分11.93秒 東経128度36分18.29秒 / 北緯35.2866472度 東経128.6050806度
北昌原インターチェンジ（プクチャンウォンターチェンジ）は大韓民国慶尚南道昌原市義昌区にあるインターチェンジ。

## 隣
南海高速道路
- (31) 漆原JCT - (32) 北昌原IC - (33) 昌原JCT